# Janice Lincoln
Janice Lincoln es una supervillana ficticia que aparece en los cómics estadounidenses publicados por Marvel Comics. Creado por el escritor Ed Brubaker y el artista Jackson "Butch" Guice, el personaje apareció por primera vez en Capitán América #607 (agosto de 2010).Ella es la hija del supervillano Tombstone.Es una antagonista recurrente del superhéroe Spider-Man. El personaje también ha sido conocido como Escarabajo o Dama Escarabajo en varios momentos de su historia.

## Historial de publicaciones
Janice Lincoln debutó en Capitán América #607 (agosto de 2010),creada por el escritor Ed Brubaker y el artista Jackson Butch Guice. Apareció en la serie The Superior Foes of Spider-Man del 2013.Apareció en la serie The Amazing Spider-Man de 2018.

## Biografía del personaje ficticio
Janice Lincoln es la hija del super mafioso Tombstone.Su madre era una exnovia de Tombstone durante sus primeros días en el crimen organizado. Janice creció con una vida semi regular con Tombstone apareciendo esporádicamente, generalmente para ayudar con las facturas y la escolarización. Janice idolatraba a su padre y sus actividades criminales,pero tenía prohibido participar en ellas.
Después de construir una exitosa carrera como abogada defensora,fue nombrada para defender al Barón Zemo, en cuyo momento se ofreció voluntariamente para trabajar para él como el nuevo Escarabajo. También se revela que la armadura de Janice fue construida por el Fixer. El Barón Helmut Zemo y Fixer proporcionaron a Janice la armadura Escaraabajo y un nano-virus como parte de su plan para destruir al nuevo Capitán América.La nueva mujer Escarabajo se ve al final del Capitán América # 606. Ella emerge de los escombros de una explosión que provoca al enfrentarse al Capitán América (Bucky) y la Viuda Negra. El nuevo Escarabajo lucha contra Bucky y Viuda Negra en una batalla corta y es derrotado. Bucky la desenmascara y se da cuenta de que es culpable de usar el nanovirus en él. Ella está encarcelada en La Balsa, donde revela que sabe que el Capitán América y Bucky son el mismo. Mientras Janice se resiste a los intentos de Bucky y la Viuda de interrogarla por la identidad de su empleador, Fixer le pregunta a Zemo si deberían castigarla por su fracaso. Zemo es misericordioso y dice que no conoce información que los lastime. Janice se deja sola, y los héroes aún logran reconstruir la identidad de Zemo. Sin embargo, Zemo aún expone la verdadera identidad del Capitán América al público en general.
Como parte del evento Marvel NOW!, ella ahora es miembro de los Seis Siniestros de Boomerang.Después de ser derrotado por Superior Spider-Man (la mente del Doctor Octopus en el cuerpo de Peter Parker), Boomerang es contratado en secreto por el Camaleón para recuperar la cabeza del exlíder de Maggia, Silvermane del Búho. Con este fin, Boomerang engaña al equipo para que acepte ayudarlo.Sin embargo, después de que el Escarabajo original, el reformado Abe Jenkins, sea asignado para ser el oficial de libertad condicional de Boomerang, el equipo lo vota y Janice como su nuevo líder de equipo. El voto de Speed Demon está motivado por su atracción no correspondida por ella. Los otros notan que el Beetle se vuelve más despótico como líder del equipo, pero atribuyen esto como una reacción a la presión de tener éxito y evitar el encarcelamiento. Boomerang notifica en secreto a Power Man y Iron Fist sobre el paradero de los Siniestros Seis. Janice y sus compañeros de equipo son arrestados, pero Boomerang los libera en tránsito a la cárcel y reclama su papel de liderazgo.En esta aparición, se revela que su primer nombre es Janice.
Después de asaltar la base del Búho, el escarabajo, Overdrive y Speed Demon fueron capturados por el villano e interrogados. El Escarabajo trató de chantajear al Búho para que los liberara mientras disimulaba encubiertamente. Sin impresionarse, el Búho se preparó para ejecutarla cuando llegaron refuerzos en forma de Tombstone, donde más tarde se reveló que ella es su hija.
Janice aparece en Industrias Stark después de los eventos de The Superior Foes of Spider-Man, alegando haberse reformado y solicitando el puesto abierto de Jefe de Seguridad junto a Prodigio, Victor Mancha y Scott Lang. Después de seducir a Iron Man, Janice intenta asesinarlo a instancias de un cliente no identificado, pero Lang la desarma, y Iron Man la persigue y presuntamente la detiene.
Durante la parte de "Últimos días" de la historia de Secret Wars, Janice aparece en Miami, donde ella y un desanimado Lang tienen una cita borracha mientras el mundo es destruido por las incursiones finales entre la Tierra-616 y la Tierra-1610.
Janice Lincoln apareció en la corte como abogada que representaba a Mysterio luego de su fallida trama de invasión alienígena.
En un preludio de la historia de "Hunted", Beetle se encuentra entre los personajes de temática animal capturados por Taskmaster y Black Ant para la próxima Gran Cacería de Kraven el Cazador. Cuando intenta huir de los Hunter-Bots, Escarabajo golpea el campo de fuerza que rodea Central Park.
Janice Lincoln conoce a la versión de Francine Frye de Electro donde declara que está ofreciendo su membresía. Janice aprendió cómo Francine obtuvo sus poderes cuando Janice le dice que ella es la hija de Tombstone. Janice afirma que están construyendo una organización que valora y respeta las contribuciones femeninas al lado del mal. Fuera de los programas de mentores, salones y un centro de cuidado infantil, Janice afirma que tuvieron una teleconferencia de Black Mariah desde la prisión y están tratando de ponerse en contacto con Morgan le Fay. Janice luego presenta a Francine al resto del equipo formado por Lady Octopus, Scorpia, Trapster (que decide si reemplazará la E con una A) y Conejo Blanco.Francine era reacia a unirse a ellos hasta que Janice declara que su primera misión los tiene dirigidos a Boomerang. El Sindicato Siniestro comienza su misión donde atacan al edificio F.E.A.S.T. en el que Boomerang se ofrece como voluntario. Boomerang trata de razonar con Beetle y Electro, quienes todavía están obligados a traicionarlo. Escarabajo afirma que no están apuntando a F.E.A.S.T., sino a él. Escarabajo lidera el Sindicato Siniestro para atacar a Boomerang. Después de poner a la tía May a salvo, Peter Parker se transforma en Spider-Man y ayuda a Boomerang a luchar contra el Sindicato. El Sindicato comienza a hacer su ataque de formación hasta que Spider-Man desencadena accidentalmente el gaserang de Boomerang que noquea a Spider-Man lo suficiente como para que el Sindicato huya con Boomerang. Como Escarabajo hace que Electro escriba una propuesta sobre cómo el Sindicato puede usar a Boomerang como un ejemplo para el inframundo criminal, Beetle se va mientras llama a Wilson Fisk para que atrapen a Boomerang mientras le dan la información sobre dónde puede ocurrir el intercambio. Spider-Man visita a Randy Robertson y lo encuentra besándose con Escarabajo. Mientras Spider-Man los mira en secreto, Randy se entera de que el Sindicato de Janice secuestró a Boomerang y lo que había sucedido en el edificio F.E.A.S.T. Él le dice a Janice que ella necesita que Boomerang se vaya. Escarabajo se va diciendo que él no usaría su rayo desintegrador sobre él porque ella es amable con Randy. Mientras ella vuela, Beetle contacta al alcalde Wilson Fisk y le dice que le está enviando las coordenadas a la ubicación de Boomerang. Cuando Escarabajo se encuentra con el Sindicato, escuchan al alcalde Fisk afuera declarando que están albergando a un criminal y que entregarán Boomerang a él o sufrirán todo el poder de la ciudad de Nueva York. Después de leer el periódico en la mano de Boomerang que pertenecía al alcalde Fisk, Escabajo le dice al Sindicato que deberían dejar ir a Boomerang. Si bien Escarabajo afirmó que los traicionó, lo hizo porque es una supervillana y afirma que planea que Kingpin los sustituya. El resto del Sindicato no está de acuerdo con este plan. Trapster declaró más tarde que se enteró del novio de Escarabajo al piratear sus correos electrónicos. El Sindicato luego ayuda a Spider-Man contra las fuerzas del alcalde Fisk. Escarabajo hace que Spider-Man evacue a Boomerang mientras el Sindicato lucha contra las fuerzas del alcalde Fisk sin matarlos. El Sindicato es derrotado y arrestado por la policía. Su transporte es atacado por un asaltante desconocido que los libera. En el edificio F.E.A.S.T. donde los hombres que trabajan para el Sr. Stone están ayudando a reconstruir el edificio, la tía May le mencionó a Randy Robertson que un abogado de alto poder hizo que el concejal Galazkiewicz agilizara una solicitud de permiso a cambio de no demandar a la ciudad en nombre de F.E.A.S.T. Randy se entera de que la abogada es Janice, quien los invita a almorzar este fin de semana. Escarabajo se ve brevemente en el tejado cercano cuando Randy la ve mientras acepta la invitación al brunch.

## Poderes y habilidades
El traje Escabajo otorga fuerza y durabilidad sobrehumanas, permite al usuario volar y pegarse a las paredes.La armadura de Janice parece estar basada libremente en la armadura diseñada por el Chapucero para Abe Jenkins después de que Iron Man destruyera su armadura original de Escarabajo. Sin embargo, el disfraz de Zemo / Fixer no parece tener la capacidad ofensiva de electrobyte o la computadora de batalla interna del traje de Jenkins. En su aparición inicial, usa armamento de grado militar para emboscar a Bucky y la Viuda Negra.

## En otros medios

### Videojuegos
- La versión de Janice Lincoln de Beetle aparece como jefe en la misión Spec Ops 31 de Marvel: Avengers Alliance.[36]